# Aydın Polatçı
Aydın Polatçı, född 1977 i Istanbul i Turkiet, är en turkisk brottare som tog OS-brons i supertungviktsbrottning i fristilsklassen 2004 i Aten.